# Club cycliste Étupes
Le Centre Cycliste d'Étupes (CC Étupes) est un club de cyclisme basé à Étupes, dans le département du Doubs en France. Il a été fondé en 1974 par Robert Orioli et fait partie de la Division nationale 1 de la Fédération française de cyclisme en cyclisme sur route. 
Il a remporté sept fois la coupe de France des clubs de la FFC : en 1996, 1997, 1998, 1999, 2003, 2004 et 2009. 
Ses coureurs Ludovic Turpin et Nicolas André ont été champions de France amateurs, respectivement en 1999 et 2001. En 2020, le club remporte deux nouveaux titres, avec Axel Zingle sur la course en ligne espoirs et Émilien Viennet sur le contre-la-montre amateurs.

## Histoire de l'équipe
À l'aube de la saison 2019, le CC Étupes s'associe avec l'équipe continentale professionnelle belge Wanty-Gobert. Ce partenariat doit notamment permettre à l'équipe belge, selon son manager Jean-François Bourlart, de « garder un œil sur les talents évoluant en France, notamment dans les reliefs montagneux qu’on ne rencontre pas en Belgique ». 
Le CC Étupes bénéficie du soutien matériel de Wanty-Gobert, une économie de budget qui va lui permettre d'envoyer une équipe sur deux courses organisées en même temps. Autre avantage, le club aura plus facilement accès au calendrier belge. 
En contrepartie, le CC Étupes doit accueillir « un ou deux coureurs belges » dans son effectif à partir de la saison 2020.

## Principales victoires

### Championnats nationaux
- Championnats de France sur route : 1
  - Course en ligne espoirs : 2020 (Axel Zingle)

## CC Étupes en 2022[5]

### Effectif
| Cycliste                     | Date de naissance | Nationalité | Équipe 2021                           |  |
| ---------------------------- | ----------------- | ----------- | ------------------------------------- |  |
| Thomas Ackermann             | 17 novembre 2003  | France      | UC Haguenau                           |  |
| Simon Baran                  | 12 novembre 2002  | France      | Team Elite Restauration-Louault 89    |  |
| Victor Bosoni                | 27 septembre 2001 | France      | SCO Dijon                             |  |
| Isao Robin Casi Viallet      | 1er décembre 2003 | France      | CC Étupes                             |  |
| Dillon Corkery               | 12 février 1999   | Irlande     | Team Elite Restauration-Louault 89    |  |
| Mathieu Guiziou              | 19 décembre 2000  | France      | CR4C Roanne                           |  |
| Tyler Hannay                 | 1er janvier 2003  | Royaume-Uni | FlandersColor-Galloo Team             |  |
| Baptiste Huyet               | 6 juillet 2000    | France      | SCO Dijon                             |  |
| Mathéo Le Fur                | 6 août 2001       | France      | Paris Cycliste Olympique              |  |
| Gwen Leclainche              | 12 avril 2000     | France      | CC Étupes                             |  |
| Adrien Louison               | 25 octobre 2002   | France      | CC Étupes                             |  |
| Louis Louvet                 | 12 juillet 1997   | France      | Équipe cycliste Saint Michel-Auber 93 |  |
| Henri-François Renard-Haquin | 12 décembre 2002  | France      | Team Prodialog-David Derepas          |  |
| Maxime Richard               | 4 mai 2000        | France      | CC Étupes                             |  |
| Théo Thomas                  | 18 septembre 2001 | France      | CC Étupes                             |  |
| Hugo Théot                   | 17 août 2001      | France      | USSA Pavilly Barentin                 |  |
| Rémi Verloo                  | 10 janvier 2002   | France      | CC Étupes                             |  |

### Victoires
| Date | Course | Pays | Classe | Vainqueur |
| ---- | ------ | ---- | ------ | --------- |

## Anciens coureurs
- Warren Barguil
- László Bodrogi
- Vincent Cali
- Sylvain Calzati
- Steve Chainel
- Cyril Dessel
- Loïc Desriac
- Kenny Elissonde
- Nicolas Hartmann
- Jonathan Fumeaux
- Mark Jamieson
- David Kemp
- Romain Lebreton
- Noan Lelarge
- Denis Leproux
- Martial Locatelli
- Thierry Loder
- Laurent Mangel
- Christophe Manin
- Andrey Mizourov
- Rudy Molard
- Thibaut Pinot
- Mark Scanlon
- Tomasz Smoleń
- Mateusz Taciak
- Jonathan Tiernan-Locke
- Ludovic Turpin
- Émilien Viennet
- Alexis Vuillermoz
- Adam Yates
- Boris Zimine
- Léo Vincent
- Jérémy Maison
- Geoffrey Soupe
- Hugo Hofstetter
- Guillaume Martin
- Fabien Doubey
- Damien Touzé